# Гаплогруппа J-Z1842
Гаплогруппа J-Z1842 или J1a2b1 (Y-ДНК) — гаплогруппа Y-хромосомы человека.

## Субклады
- J-Z1842
  -  J-Y3476
    - J-ZS3114
    -  J-Y4423

## Палеогенетика

### Халколит
Древний Ближний Восток
- ART018 | S216 Cr9 __ Арслантепе __ Батталгази, Малатья (ил), Турция __ 3491-3109 calBCE (4573±25 BP, MAMS-33543) __ М __ J1a2b1~ (Z1842) # H14a+146 (H14a-a).[1]

### Бронзовый век
Куро-араксская культура
- VEK007.A0101; VEK009 __ Velikent, Kharman-Tepe, catacomb grave 1, ‚ind. 7‘ __ Великент, Дербентский район, Дагестан, Россия __ 3000–2800 BCE __ М __ J1 > J-Z1842 # U4a2.[2]

### Железный век
Новоассирийское царство
- SFI-55 | ERS4542991 __ Beirut SFI-415 (T43 cxt 7855) __ Бейрут (мухафаза), Ливан __ 1000–539 BCE __ М __ J > J1-Z1842* # H2a.[3]

### Античность
Римская империя
- R128 | RMPR-128 __ Casale del dolce (65) __ Ананьи, Фрозиноне (провинция), Лацио, Италия __ 1–400 CE __ М __ J-CTS5368 > J-Y79665 # HV+16311 (HV-b).[4]

### Средние века
Королевство Венгрия
- HU3G | SRS6609008 __ Cathedral Basilica of Székesfehérvár (Northern aisle of church, stone lined grave) __ Секешфехервар, Фейер (медье), Центральная Трансданубия, Венгрия __ XII век __ М __ J1a2b1b2c1a~ (J-ZS2872) > J-ZS7640* # U5b2c > U5b2c4a.[5]

## Публикации
2019
- Wang CC; Reinhold S; Kalmykov A; et al. (Февраль 2019). Ancient human genome-wide data from a 3000-year interval in the Caucasus corresponds with eco-geographic regions. Nature Communications. 10 (1). doi:10.1038/s41467-018-08220-8. PMC 6360191. PMID 30713341.
- Antonio ML, Gao Z, Moots HM; et al. (Ноябрь 2019). Ancient Rome: A genetic crossroads of Europe and the Mediterranean. Science. 366 (6466): 708–714. doi:10.1126/science.aay6826. PMC 7093155. PMID 31699931. {{cite journal}}: Явное указание et al. в: |author= (справка)Википедия:Обслуживание CS1 (множественные имена: authors list) (ссылка)

2020
- Skourtanioti E, Erdal YS, Frangipane M; et al. (Май 2020). Genomic History of Neolithic to Bronze Age Anatolia, Northern Levant, and Southern Caucasus. Cell. 181 (5): 1158-1175.e28. doi:10.1016/j.cell.2020.04.044. PMID 32470401. {{cite journal}}: Явное указание et al. в: |author= (справка)Википедия:Обслуживание CS1 (множественные имена: authors list) (ссылка)
- Haber M, Nassar J, Almarri MA; et al. (Июль 2020). A Genetic History of the Near East from an aDNA Time Course Sampling Eight Points in the Past 4,000 Years. American Journal of Human Genetics. 107 (1): 149–157. doi:10.1016/j.ajhg.2020.05.008. PMC 7332655. PMID 32470374. {{cite journal}}: Явное указание et al. в: |author= (справка)Википедия:Обслуживание CS1 (множественные имена: authors list) (ссылка)

2021
- Nagy PL, Olasz J, Neparáczki E; et al. (Январь 2021). Determination of the phylogenetic origins of the Árpád Dynasty based on Y chromosome sequencing of Béla the Third. European Journal of Human Genetics. 29 (1): 164–172. doi:10.1038/s41431-020-0683-z. PMC 7809292. PMID 32636469. {{cite journal}}: Явное указание et al. в: |author= (справка)Википедия:Обслуживание CS1 (множественные имена: authors list) (ссылка)